# Gajim
Gajim (/ɡɛˈʒiːm/) — свободный кроссплатформенный мессенджер для протокола XMPP, написанный на языке Python и использующий GTK+. Он запускается в операционных системах Linux, BSD и Microsoft Windows. Также существует возможность установки на macOS, однако работа в этом направлении ещё не закончена. Название Gajim — это рекурсивный акроним для «Gajim is a jabber instant messenger» (Gajim — это мессенджер для Jabber).

## Цель
Цель проекта Gajim — предоставить полнофункциональный и простой в использовании jabber-клиент.

## Особенности Gajim

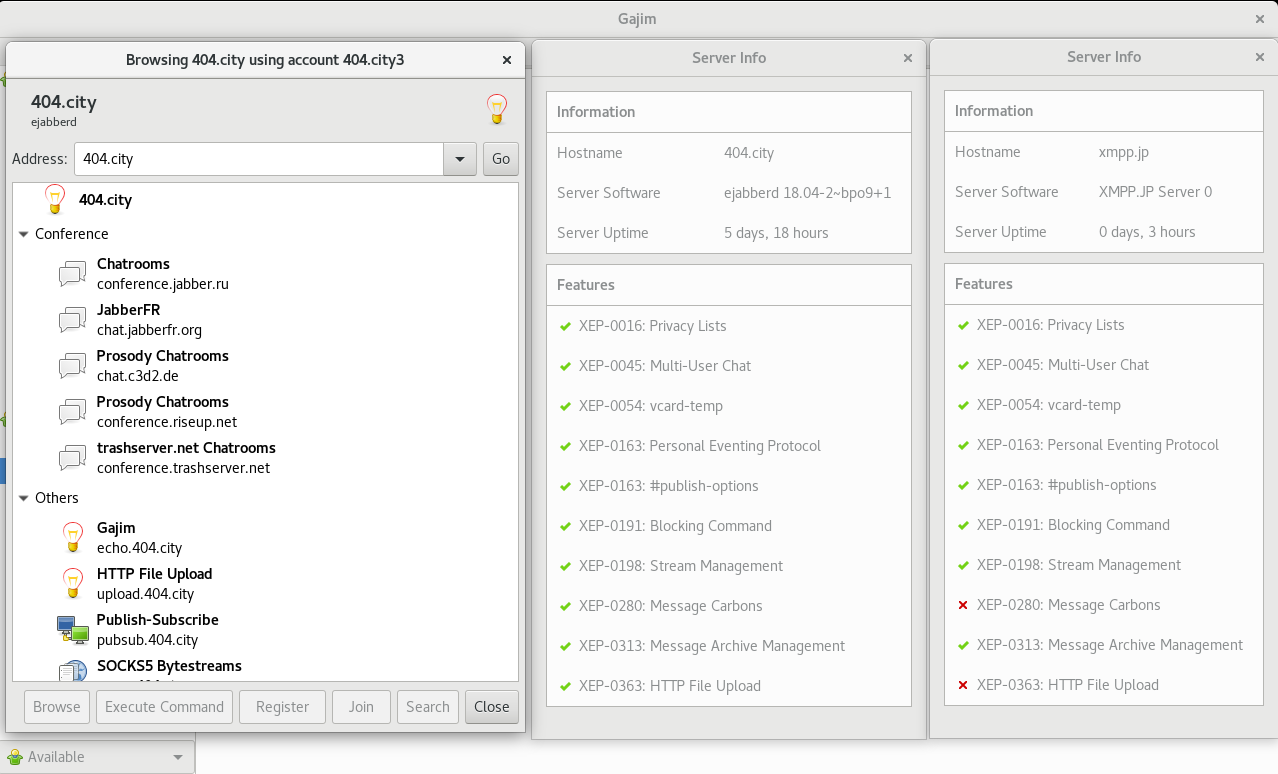
Gajim sreenshot. Discover services. Server info: https://xmpp.jp/ and https://404.city/

- Gajim доступен на многих языках, включая русский.
- Смайлики, аватары, сообщения о статусе, поддержка расширенных статусов (настроение, занятие, проигрываемая песня).
- Вкладки в окне беседы, возможность объединить окно списка контактов (ростера) с окном беседы. Поддержка метаконтактов.
- Поддержка конференций (с протоколом MUC), приглашений, преобразования чата в конференцию, сокрытие конференций в ростере. Закладки для комнат.
- Поддержка транспортов.
- Передача файлов.
- URL-граббер, проверка орфографии, поддержка разметки текста reStructuredText.
- Поддержка формул LaTeX.
- Иконка в трее.
- Запросы к Википедии, словарю и поисковой машине.
- Поддержка нескольких учётных записей.
- Локальная связь (bonjour / zeroconf)
- Поддержка D-Bus.
- XML-консоль[прояснить].
- Проверка CAPTCHA выводится в самом клиенте.
- Поддержка плагинов
- Поддержка универсальной передачи файлов «HTTP upload» (требуется поддержка сервером)
- Обзор возможностей сервера (наличие XEP), обзор конференции и транспортов

### Безопасность
- Поддержка TLS и наследование поддержки SSL.
- Поддержка OpenPGP. Также между двумя клиентами Gajim по умолчанию включается шифрование по алгоритму Диффи — Хеллмана.
- Поддержка OMEMO (через плагин)

Поддержка англоязычных пользователей осуществляется в конференции, русскоязычных пользователей производится в конференции.

## Сетевые особенности
Поскольку Jabber разрешает транспорты ко многим другим сервисам, он также может подключаться к сетям Yahoo! Messenger, AIM, ICQ и .NET Messenger Service. Другие сервисы доступны через сервера транспортов, включая новости через RSS и Atom, отправку сообщений SMS и прогноз погоды. Дополнительно смотрите статью Jabber. Начиная с версии 0.13 появилась возможность совершать аудио-вызовы по протоколу Jingle и видеозвонки (пока не реализовано на Windows).